# Bosco di Cervalora
Bosco di Cervalora este o arie protejată (arie specială de conservare — SAC, sit de importanță comunitară — SCI) din Italia întinsă pe o suprafață de 29 ha, integral pe uscat.

## Localizare
Centrul sitului Bosco di Cervalora este situat la coordonatele 40°25′21″N 18°12′52″E / 40.4225°N 18.214444°E.

## Înființare
Situl Bosco di Cervalora a fost declarat sit de importanță comunitară în iunie 1995 pentru a proteja 1 specie de plante și 4 specii de animale. Situl a fost protejat și ca arie specială de conservare în iulie 2015.

## Biodiversitate
Situată în ecoregiunea mediteraneană, aria protejată conține 1 habitat natural: Păduri de Quercus ilex și Quercus rotundifolia.
La baza desemnării sitului se află mai multe specii protejate:
- plante (1): Stipa austroitalica
- nevertebrate (2): Coenagrion mercuriale, Vertigo angustior
- reptile (2): șarpele cu patru dungi (Elaphe quatuorlineata), elaphe situla (Zamenis situla)

Pe lângă speciile protejate, pe teritoriul sitului au mai fost identificate 4 specii de plante, 4 specii de amfibieni, 3 specii de mamifere, 1 specie de nevertebrate, 5 specii de reptile.